# Ashikaga Yoshizumi
Ashikaga Yoshizumi (足利 義澄, Ashikaga Yoshizumi, 15 janvier 1481-6 septembre 1511) est le onzième des shoguns Ashikaga de la période Muromachi de l'histoire du Japon. Yoshizumi est le fils d'Ashikaga Masamoto et le petit-fils du sixième shogun, Ashikaga Yoshinori. Il règne de 1494 à 1508.
Adopté par le huitième shogun Ashikaga Yoshimasa, il est institué seii taishogun par Hosokawa Masamoto en 1494, puis évincé en 1508 lorsque le dixième shogun Ashikaga Yoshitane lui reprend son titre.
Ses fils Ashikaga Yoshiharu et Ashikaga Yoshihide deviennent respectivement les douzième et quatorzième shoguns.